# Championnat de Nouvelle-Zélande de football 2019-2020
Navigation
Saison précédente Saison suivante
La saison 2019-2020 du Championnat de Nouvelle-Zélande de football est la 51e édition du championnat de première division en Nouvelle-Zélande et la 16e édition du New Zealand Football Championship. Le NZFC (rebaptisé depuis 2017 ISPS Handa Premiership, du nom de son sponsor), regroupe dix clubs du pays au sein d'une poule unique, où ils s'affrontent deux fois au cours de la saison, à domicile et à l'extérieur. À la fin de la compétition, les quatre premiers du classement disputent la phase finale pour le titre. Le championnat fonctionne avec un système de franchises, comme en Australie ou en Major League Soccer; il n'y a donc ni promotion, ni relégation en fin de saison.
Deux places qualificatives pour la Ligue des champions sont attribuées : une pour le premier du classement à l'issue de la saison régulière et une pour le vainqueur de la finale nationale. Si un club termine en tête du classement puis remporte la finale, c'est le deuxième du classement de la saison régulière qui reçoit son billet pour la Ligue des champions.
Le calendrier de la saison est publié le 27 septembre. La plupart des matchs se déroulent le samedi ou le dimanche, exceptionnellement le vendredi ou le lundi. Une rencontre de chaque journée est retransmise sur SkySport, ainsi que les demi-finales et la finale.
Le 18 mars 2020, la fédération annonce la suspension de toute compétition jusqu'au 2 mai, en raison de l'épidémie de Covid-19. Le même jour, elle entérine finalement la fin anticipée du championnat. Auckland City, en tête du classement provisoire, est déclaré champion et obtient un accessit pour la Ligue des champions de l'OFC 2021. L'autre représentant néo-zélandais dans cette compétition sera Team Wellington, deuxième du classement. Chaque équipe aura joué 16 matchs sur les 18 prévus. Les deux dernières journées, les demi-finales et la finale sont annulées.

## Clubs participants
| Équipe                     | Ville             | Stade                                                      | Capacité | Entraineur                       |
| -------------------------- | ----------------- | ---------------------------------------------------------- | -------- | -------------------------------- |
| Auckland City FC           | Auckland          | Kiwitea Street                                             | 3 250    | Jose Figuiera                    |
| Canterbury United          | Christchurch      | English Park                                               | 9 000    | Lee Padmore                      |
| Eastern Suburbs            | Panmure, Auckland | Madills Farm                                               |          | Danny Hay                        |
| Hamilton Wanderers         | Hamilton          | Porritt Stadium                                            | 5 000    | Ricki Herbert                    |
| Hawke's Bay United         | Napier            | Bluewater Stadium                                          | 5 000    | Chris Greatholder Bill Robertson |
| Southern United            | Dunedin           | Logan Park                                                 |          | Paul O'Reilly                    |
| Tasman United              | Nelson            | Trafalgar Park                                             | 18 000   | Davor Tavich                     |
| Team Wellington            | Wellington        | David Farrington Park                                      | 1 500    | Scott Hales                      |
| Waitakere United           | Waitakere         | Fred Taylor Park (Waitakare City) Seddon Fields (Auckland) |          | Paul Hobson                      |
| Wellington Phoenix Reserve | Wellington        | Jerry Collins Stadium (Porirua)                            | 1 900    | Mark Rudan                       |

## Compétition

### Première phase

#### Classement
Le barème utilisé pour établir le classement est le suivant :
- Victoire : 3 points
- Match nul : 1 point
- Défaite : 0 point

En cas d'égalité, les résultats des confrontations directes sont pris en compte avant la différence de buts.
| Rang | Équipe                  | Pts | J  | G  | N | P  | Bp | Bc | Diff |
| ---- | ----------------------- | --- | -- | -- | - | -- | -- | -- | ---- |
| 1    | Auckland City           | 37  | 16 | 11 | 4 | 1  | 42 | 15 | +27  |
| 2    | Team Wellington         | 33  | 16 | 10 | 4 | 2  | 36 | 15 | +21  |
| 3    | Waitakere United        | 27  | 16 | 8  | 3 | 5  | 35 | 32 | +3   |
| 4    | Eastern SuburbsT        | 22  | 16 | 6  | 4 | 6  | 33 | 26 | +7   |
| 5    | Tasman United           | 20  | 16 | 6  | 2 | 8  | 27 | 26 | +1   |
| 6    | Hamilton Wanderers      | 20  | 16 | 6  | 2 | 8  | 24 | 39 | -15  |
| 7    | Southern United         | 19  | 16 | 5  | 4 | 7  | 25 | 38 | -13  |
| 8    | Wellington Phoenix Res. | 18  | 16 | 4  | 6 | 6  | 30 | 32 | -2   |
| 9    | Hawke's Bay United      | 15  | 16 | 4  | 3 | 9  | 32 | 44 | -12  |
| 10   | Canterbury United       | 10  | 16 | 2  | 4 | 10 | 19 | 36 | -17  |

|  | Qualification pour la Ligue des champions de l'OFC 2020-21 |
|  | T : Tenant du titre                                        |

#### Résultats
Les deux dernières journées, initialement prévues les 22 et 29 mars, sont annulées à la suite de la pandémie de Covid-19.
| Résultats (▼dom., ►ext.) | AC  | CU  | ES  | HW  | HBU | SU  | TU   | TW  | WU  | WPR |
| Auckland City            |     | 5-1 | 0-0 | 3-1 | 4-2 | ANN | 2-1  | 2-2 | ANN | 3-2 |
| Canterbury United        | 0-3 |     | 1-6 | 1-3 | 2-2 | 2-1 | 2-0  | 1-2 | 1-2 | 1-1 |
| Eastern Suburbs          | 0-2 | 1-0 |     | 3-0 | 4-2 | 6-0 | ANN  | 2-3 | 1-1 | 2-2 |
| Hamilton Wanderers       | 0-5 | ANN | 3-0 |     | 2-1 | 1-1 | 3-3  | 1-0 | 3-2 | 2-4 |
| Hawke's Bay United       | 2-3 | 2-1 | 3-3 | ANN |     | 3-4 | 2-0  | ANN | 4-2 | 0-2 |
| Southern United          | 0-0 | 2-1 | 2-4 | 4-0 | 2-2 |     | 0-3* | 0-1 | 2-1 | ANN |
| Tasman United            | 2-1 | ANN | 2-0 | 2-3 | 3-1 | 5-0 |      | 1-0 | 0-2 | 1-1 |
| Team Wellington          | 0-0 | 2-1 | 4-1 | 5-1 | 4-0 | 6-1 | 3-1  |     | ANN | 2-2 |
| Waitakere United         | 2-6 | 1-1 | 1-0 | 3-0 | 5-2 | 2-5 | 3-2  | 1-1 |     | 3-1 |
| Wellington Phoenix Res.  | 0-3 | 3-3 | ANN | 3-4 | 2-1 | 1-1 | 3-1  | 0-1 | 3-4 |     |

Nota:  * match perdu par forfait, Southern United ayant aligné un joueur inéligible lors de ce match. Southern United s'était imposé 4-0 sur le terrain.

### Phase finale
Initialement prévue les 11 et 12 avril (demi-finales) et 19 avril (finale) ; annulée à la suite de la pandémie de Covid-19.

## Bilan de la saison
| Championnat de Nouvelle-Zélande de football 2019-2020 |                          |
| Champion                                              | Auckland City (8e titre) |
| Qualifications continentales                          |                          |
| Ligue des champions de l'OFC 2020-21                  | Auckland City            |
| Ligue des champions de l'OFC 2020-21                  | Team Wellington          |